# Al Pacino
Alfredo James "Al" Pacino, född 25 april 1940 i East Harlem i New York, är en amerikansk skådespelare. Han har under sin långa karriär gjort många populära och hyllade roller, bland andra Michael Corleone i Gudfadern-trilogin, Tony Montana i Scarface (1983) och huvudrollen i de Sidney Lumet-regisserade filmerna Serpico (1973) och En satans eftermiddag (1975). Han tilldelades en Oscar för bästa manliga huvudroll i filmen En kvinnas doft (1992) och har även tilldelats ett tiotal andra priser för sina skådespelarinsatser.

## Biografi
Al Pacino är av sicilianskt ursprung, och från två års ålder växte han upp tillsammans med sin mor och sina morföräldrar i South Bronx, efter det att hans far, en murare, övergett familjen. Han visade föga intresse för skolstudier; däremot ledde hans entusiasm för skådespeleri till att han fick studera vid Manhattan High School of Performing Arts. Likväl hoppade han av skolan som sjuttonåring och hade sedan det ena ströjobbet efter det andra. Han fortsatte drömma om en karriär på scenen och lyckades till sist spara ihop så pass mycket pengar att han kunde börja studera vid Herbert Berghofs skådespelarskola. Han fick små roller off-off-Broadway och 1966 studerade han vidare vid Lee Strasbergs berömda Actors Studio i New York.
År 1968 vann Pacino Obiepriset för sin roll som alkoholpåverkad psykopat i off-Broadwaypjäsen The Indian Wants the Bronx och året därpå erhöll han en Tonyutmärkelse för rollen som drogmissbrukare i Does a Tiger Wear a Necktie på Broadway. Samma år gjorde han filmdebut i en biroll i Me, Natalie.
Pacinos stora genombrott kom 1972 i Gudfadern, i rollen som Michael Corleone. Han gjorde också succé som huvudperson i filmen Scarface.
Pacino belönades 1992 med en Oscar för En kvinnas doft. Trots alla sina filmframgångar förblir ändå teaterscenen Pacinos största kärlek.

## Privatliv
Pacino hade en långvarig kärleksaffär med sin motspelerska i Gudfadern, Diane Keaton. Han var sambo med Jill Clayburgh 1970–1975. Pacino har fyra barn med tre kvinnor men har aldrig varit gift. 1989 fick han en dotter tillsammans med Jan Tarrant. År 2001 fick han tvillingar tillsammans med Beverly D'Angelo som han hade en relation med 1997–2003. Mellan 2008 och 2018 hade han ett förhållande med den argentinska skådespelaren Lucila Polak. I ett förhållande med Noor Alfallah fick han en son 2023. Pacino var då 83 år och fick mycket uppmärksamhet som Hollywoods äldsta nyblivna far.

## Filmografi

### Filmer
| År   | Titel                         | Roll                           | Noter |
| ---- | ----------------------------- | ------------------------------ | --- |
| 1969 | Jag, Natalie                  | Tony                           | |
| 1971 | Panik i Needle Park           | Bobby                          | |
| 1972 | Gudfadern                     | Michael Corleone               | David di Donatello (special award) National Board of Review Award for Best Supporting Actor National Society of Film Critics Award for Best Actor Nominerad: Oscar för bästa manliga biroll Nominerad: BAFTA Award for Best Newcomer Nominerad: Golden Globe Award för bästa manliga huvudroll - drama                                                                                   |
| 1973 | Fågelskrämman                 | Francis Lionel "Lion" Delbuchi | |
| 1973 | Serpico                       | Frank Serpico                  | David di Donatello for Best Foreign Actor Golden Globe Award för bästa manliga huvudroll - drama National Board of Review Award for Best Actor Nominerad: Oscar för bästa manliga huvudroll Nominerad: BAFTA Award for Best Actor in a Leading Role Nominerad: New York Film Critics Circle Award for Best Actor                                                                         |
| 1974 | Gudfadern del II              | Michael Corleone               | BAFTA Award for Best Actor in a Leading Role Nominerad: Oscar för bästa manliga huvudroll Nominerad: Golden Globe Award för bästa manliga huvudroll - drama |
| 1975 | En satans eftermiddag         | Sonny Wortzik                  | BAFTA Award for Best Actor in a Leading Role Kansas City Film Critics Circle Award for Best Actor San Sebastián Award for Best Actor Los Angeles Film Critics Award for Best Actor Nominerad: Oscar för bästa manliga huvudroll Nominerad: Golden Globe Award för bästa manliga huvudroll - drama Nominerad: New York Film Critics Circle Award for Best Actor                           |
| 1977 | Älskade, dröj hos mig         | Bobby Deerfield                | Nominerad: Golden Globe Award för bästa manliga huvudroll - drama |
| 1979 | ...och rättvisa åt alla       | Arthur Kirkland                | Karlovy Vary International Film Festival for Best Actor Nominerad: Oscar för bästa manliga huvudroll Nominerad: American Movie Award for Best Actor Nominerad: Golden Globe Award för bästa manliga huvudroll - drama |
| 1980 | Lockbetet                     | Steve Burns                    | |
| 1982 | Author! Author!               | Ivan Travalian                 | Nominerad: Golden Globe Award för bästa manliga huvudroll - musikal eller komedi |
| 1983 | Scarface                      | Tony Montana                   | Nominerad: Golden Globe Award för bästa manliga huvudroll - drama |
| 1985 | Revolution                    | Tom Dobb                       | |
| 1989 | Sea of Love                   | Frank Keller                   | Nominerad: Golden Globe Award för bästa manliga huvudroll - drama |
| 1990 | The Local Stigmatic           | Graham                         | |
| 1990 | Dick Tracy                    | Alphonse "Big Boy" Caprice     | American Comedy Award for Funniest Actor in a Motion Picture Nominerad: Oscar för bästa manliga biroll Nominerad: BAFTA Award for Best Actor in a Supporting Role Nominerad: Chicago Film Critics Association Award for Best Supporting Actor Nominerad: Golden Globe Award för bästa manliga biroll - drama Nominerad: National Society of Film Critics Award for Best Supporting Actor |
| 1990 | Gudfadern del III             | Michael Corleone               | Nominerad: Golden Globe Award för bästa manliga huvudroll - drama |
| 1991 | Frankie & Johnny              | Johnny                         | |
| 1992 | Glengarry Glen Ross           | Ricky Roma                     | Valladolid International Film Festival Award for Best Actor Nominerad: Oscar för bästa manliga biroll Nominerad: Chicago Film Critics Association Award for Best Supporting Actor Nominerad: Golden Globe Award for Best Supporting Actor – Motion Picture |
| 1992 | En kvinnas doft               | Frank Slade                    | Oscar för bästa manliga huvudroll Golden Globe Award för bästa manliga huvudroll - drama Nominerad: Chicago Film Critics Association Award for Best Actor Nominerad: New York Film Critics Circle Award for Best Actor |
| 1993 | Carlito's Way                 | Carlito "Charlie" Brigante     | Nominerad: David di Donatello for Best Foreign Actor |
| 1995 | Two Bits                      | Grandpa                        | |
| 1995 | Heat                          | Polisinspektör Vincent Hanna   | |
| 1996 | Maktspel                      | John Pappas                    | |
| 1997 | Donnie Brasco                 | Benjamin "Lefty" Ruggiero      | Boston Society of Film Critics Award for Best Actor Nominerad: Chicago Film Critics Association Award for Best Actor |
| 1997 | Djävulens advokat             | John Milton                    | Nominerad: Saturn Award for Best Actor Nominerad: MTV Movie Award for Best Villain |
| 1999 | The Insider                   | Lowell Bergman                 | Nominerad: Satellite Award for Best Actor: Motion Picture Drama |
| 1999 | Any Given Sunday              | Tony D'Amato                   | Nominerad: Blockbuster Award for Favorite Actor—Drama |
| 2000 | Chinese Coffee                | Harry Levine                   | |
| 2002 | Insomnia                      | Will Dormer                    | Nominerad: London Film Critics Circle Award for Actor of the Year |
| 2002 | S1m0ne                        | Viktor Taransky                | |
| 2002 | People I Know                 | Eli Wurman                     | |
| 2003 | Uppdraget                     | Walter Burke                   | |
| 2003 | Gigli                         | Starkman                       | |
| 2004 | Köpmannen i Venedig           | Shylock                        | |
| 2005 | Two for the Money             | Walter Abrams                  | |
| 2007 | 88 Minutes                    | Dr. Jack Gramm                 | |
| 2007 | Ocean's Thirteen              | Willie Bank                    | Nominerad: Choice Movie: Villain |
| 2008 | Righteous Kill                | Det. David "Rooster" Fisk      | |
| 2011 | Son of No One                 | Det. Stanford                  | |
| 2011 | Jack and Jill                 | Sig själv                      | Golden Raspberry Award for Worst Actor Golden Raspberry Award for Worst Screen Couple (med Adam Sandler) Golden Raspberry Award for Worst Ensemble |
| 2012 | Stand Up Guys                 | Val                            | |
| 2013 | Salomé                        | Kung Herod                     | |
| 2014 | Manglehorn                    | A.J. Manglehorn                | |
| 2015 | The Humbling                  | Simon Axler                    | |
| 2015 | Danny Collins                 | Danny Collins                  | |
| 2016 | Misconduct                    | Abrams                         | |
| 2017 | The Pirates of Somalia        | Seymour Tolbin                 | |
| 2017 | Hangman                       | Detective Archer               | |
| 2019 | Once Upon a Time in Hollywood | Marvin Shwarz                  | |
| 2019 | The Irishman                  | Jimmy Hoffa                    | |

### Dokumentärer
| År   | Titel                                          | Roll                                | Noter                                                                      |
| ---- | ---------------------------------------------- | ----------------------------------- | -------------------------------------------------------------------------- |
| 1990 | In Bed with Madonna - sanning eller konsekvens | Sig själv                           |                                                                            |
| 1996 | I väntan på Richard                            | Regissör / Berättaren / Richard III | Directors Guild of America Award for Outstanding Directing – Documentaries |
| 1997 | Pitch                                          | Sig själv                           |                                                                            |
| 2001 | America: A Tribute to Heroes                   | Sig själv                           |                                                                            |
| 2009 | I Knew It Was You                              | Sig själv                           |                                                                            |
| 2011 | Little Spain                                   | Sig själv                           |                                                                            |
| 2011 | Wilde Salomé                                   | Regissör / Kung Herod               |                                                                            |
| 2012 | Casting By                                     | Sig själv                           |                                                                            |

### TV
| År   | Titel                                 | Roll               | Noter |
| ---- | ------------------------------------- | ------------------ | --- |
| 1968 | N.Y.P.D.                              | John James         | Avsnitt: "Deadly Circle of Violence" |
| 1977 | The Godfather: A Novel for Television | Michael Corleone   | 4 avsnitt |
| 2003 | Angels in America                     | Roy Cohn           | 2 avsnitt Golden Globe Award for Best Actor – Miniseries or Television Film Primetime Emmy Award for Outstanding Lead Actor in a Miniseries or a Movie Screen Actors Guild Award for Outstanding Performance by a Male Actor in a Miniseries or Television Movie Nominerad: Satellite Award for Best Actor – Miniseries or Television Film Nominerad: Television Critics Association Award for Individual Achievement in Drama                        |
| 2010 | Historien om Doktor Död               | Dr. Jack Kevorkian | TV Film Primetime Emmy Award for Outstanding Lead Actor in a Miniseries or a Movie Golden Globe Award for Best Actor – Miniseries or Television Film Screen Actors Guild Award for Outstanding Performance by a Male Actor in a Miniseries or Television Movie |
| 2013 | Phil Spector                          | Phil Spector       | TV Film Nominerad: Critics' Choice Television Award for Best Movie/Miniseries Actor Nominerad: Golden Globe Award for Best Actor – Miniseries or Television Film Nominerad: Primetime Emmy Award for Outstanding Lead Actor in a Miniseries or a Movie Nominerad: Satellite Award for Best Actor – Miniseries or Television Film Nominerad: Screen Actors Guild Award for Outstanding Performance by a Male Actor in a Miniseries or Television Movie |

### Teater
| År        | Titel                              | Roll                | Noter |
| --------- | ---------------------------------- | ------------------- | --- |
| 1967      | Awake and Sing!                    |                     | |
| 1967      | America, Hurrah                    |                     | |
| 1968      | The Indian Wants the Bronx         | Murph               | Obie Award for Best Actor                                                                                  |
| 1969      | Does a Tiger Wear a Necktie?       | Bickham             | Tony Award for Best Featured Actor in a Play                                                               |
| 1974–1975 | The Resistible Rise of Arturo Ui   |                     | |
| 1977      | The Basic Training of Pavlo Hummel | Pavlo Hummel        | Tony Award for Best Actor in a Play Drama Desk Award for Outstanding Actor in a Play                       |
| 1977      | Richard III                        | Rikard              | |
| 1983      | American Buffalo                   | Walter "Teach" Cole | Nominerad: Drama Desk Award for Outstanding Actor in a Play                                                |
| 1985      | The Local Stigmatic                | Graham              | |
| 1988      | Julius Caesar                      |                     | |
| 1992      | Salome                             | Herod Antipas       | |
| 1996      | Hughie                             | Erie Smith          | |
| 1998      | Oekaadis                           | Oekaadis Christiaan | |
| 2005      | Orphans                            | Harold              | |
| 2010      | Köpmannen i Venedig                | Shylock             | Nominerad: Tony Award for Best Actor in a Play Nominerad: Drama Desk Award for Outstanding Actor in a Play |
| 2012      | Glengarry Glen Ross                | Shelley Levene      | |

## Teater

### Roller
| År   | Roll    | Produktion                                | Regi            | Teater                         |
| ---- | ------- | ----------------------------------------- | --------------- | ------------------------------ |
| 1969 | Bickham | Does a Tiger Wear a Necktie? Don Petersen | Michael Schultz | Belasco Theatre, New York, USA |